# Röset vid Laxne
Röset vid Laxne är ett gravröse från bronsåldern som ligger i Gåsinge-Dillnäs socken i Gnesta kommun i Södermanland. Vägen till Mariefred passerar förbi cirka trettio meter öster om röset.
Gravröset i Laxne som ligger på en moränkulle vid övre Marvikens sydligaste del uppfördes för omkring 3000 år sedan. Det är 40–45 m i diameter och 6 meter högt, och är byggt som en ringvall med 15–20 meter breda vallar. Därför ansågs röset tidigare vara en fornborg. Även läget vid Marvikarna, en gammal sprickdal som har förbindelse med Klämmingen, påverkade spekulationerna.